# Ko Kiers
Jakobus (Ko) Kiers (Steenwijk, 29 augustus 1930 – Zwolle, 8 oktober 2006) was een Nederlands christendemocratisch politicus en ondernemer. Hij was van 1983 tot 1987 lid van de Eerste Kamer der Staten-Generaal.

## Biografie
Kiers werd geboren in Steenwijk. In 1963 stapte hij in navolging van zijn vader in de grossierderij in koloniale en bakkerswaren, waarmee hij later mededirecteur en -eigenaar zou worden van de ViVo. In 1978 ging hij verder als zelfstandig vastgoedondernemer, wat hij tot na zijn pensioengerechtigde leeftijd zou blijven. Ook was hij lid van het bestuur van de Nederlandse Christelijke Werkgeversbond en voorzitter van The European Union of Small and Medium Sized Companies.
In de politiek was Kiers actief in de Christelijk-Historische Unie (CHU). Deze partij zou in 1980 opgaan in het Christen-Democratisch Appèl (CDA), waarvoor hij in zijn woonplaats Steenwijk aan de wieg van een lokale afdeling. Vanaf september 1983 was hij lid van het landelijk dagelijks bestuur en vicevoorzitter van het regionale bestuur in Overijssel. Daarnaast was hij vanaf 13 september 1983 Eerste Kamerlid, waar hij woordvoerder was op het gebied van volkshuisvesting en financiën. In zijn maidenspeech, op 13 december dat jaar, pleitte hij pleitte hij bij voorgenomen bezuinigingen voor meer indirecte belastingen in plaats van directe, om zo het midden- en kleinbedrijf minder te belasten. In 1987 werd Kiers als bestuurslid van de woningbouwvereniging Verantwoord Wonen verdacht van fraude, maar hij werd door de officier van justitie onschuldig bevonden. Het CDA stelde hem dat jaar niet opnieuw kandidaat, waardoor zijn Kamerlidmaatschap afliep op 23 juni 1987.

## Persoonlijk
Kiers trouwde met zijn vrouw op 31 augustus 1954, en had twee dochters en een zoon.
- Biografisch Portaal: 17782250
- Parlement.com: vg09llnv1xgt